# Nya Zeelands herrlandslag i ishockey
Nya Zeelands herrlandslag i ishockey representerar Nya Zeeland i ishockey för herrar.
Första matchen spelades den 13 mars 1987 i Perth, Australien under D-VM 1987, och förlorades med 2-35 mot Sydkorea .
Efter VM 2013 rankade IIHF Nya Zeeland på 35:e plats i världen.

## VM-turneringar
- 1987 - D-VM i Australien - trea (brons) (näst sist), 6 matcher, 2 segrar, 0 oavgjorda, 4 förluster, 42 gjorda mål, 143 insläppta mål, 4 poäng.
- 1989 - D-VM i Belgien - femma (sist), 4 matcher, 0 segrar, 0 oavgjorda, 4 förluster, 3 gjorda mål, 96 insläppta mål, 0 poäng.
- 1995 - C-VM i Sydafrika - tia (sist), 5 matcher, 0 segrar, 0 oavgjorda, 5 förluster, 14 gjorda mål, 63 insläppta mål, 0 poäng.
- 1996 - D-VM kval i Australien - tvåa (sist), 2 matcher, 0 segrar, 0 oavgjorda, 2 förluster, 2 gjorda mål, 12 insläppta mål, 0 poäng.
- 1997 - E-VM i Turkiet - tvåa (silver), 4 matcher, 2 segrar, 1 oavgjord, 1 förlust, 23 gjorda mål, 20 insläppta mål, 5 poäng.
- 1998 - D-VM i Sydafrika - sexa, 5 matcher, 1 seger, 0 oavgjorda, 4 förluster, 15 gjorda mål, 39 insläppta mål, 2 poäng.
- 1999 - D-VM i Sydafrika - sexa, 4 matcher, 1 seger, 0 oavgjorda, 3 förluster, 7 gjorda mål, 39 insläppta mål, 2 poäng.
- 2000 - D-VM på Island - sexa, 4 matcher, 1 seger, 0 oavgjorda, 3 förluster, 9 gjorda mål, 24 insläppta mål, 2 poäng.
- 2001 - VM Division II i Spanien - sexa (sist), 5 matcher, 0 segrar, 0 oavgjorda, 5 förluster, 12 gjorda mål, 56 insläppta mål, 0 poäng.
- 2002 - VM Division II-kval i Mexico - trea (sist), 2 matcher, 0 segrar, 1 oavgjord, 3 förluster, 9 gjorda mål, 17 insläppta mål, 1 poäng.
- 2003 - VM Division III i Nya Zeeland (hemmaplan) - etta (guld), 2 matcher, 2 segrar, 0 oavgjorda, 0 förluster, 14 gjorda mål, 3 insläppta mål, 4 poäng.
- 2004 - VM Division II i Litauen - femma (näst sist), 5 matcher, 1 seger, 0 oavgjorda, 4 förluster, 13 gjorda mål, 61 insläppta mål, 2 poäng.
- 2005 - VM Division II i Kroatien - femma (näst sist), 5 matcher, 1 seger, 0 oavgjorda, 4 förluster, 14 gjorda mål, 31 insläppta mål, 2 poäng.
- 2006 - VM Division II i Nya Zeeland (hemmaplan) - sexa (sist), 5 matcher, 0 segrar, 0 oavgjorda, 5 förluster, 6 gjorda mål, 26 insläppta mål, 0 poäng.
- 2007 - VM Division III i Irland - etta (guld), 4 matcher, 4 segrar, 0 förluster, 0 sudden deaths-/straffläggningssegrar, 0 sudden deaths-/straffläggningsförluster, 29 gjorda mål, 6 insläppta mål, 12 poäng.
- 2008 - VM Division II i Australien - sexa (sist), 5 matcher, 0 segrar, 5 förluster, 0 sudden deaths-/straffläggningssegrar, 0 sudden deaths-/straffläggningsförluster, 11 gjorda mål, 23 insläppta mål, 0 poäng.
- 2009 - VM Division III i Nya Zeeland (hemmaplan) - 4 matcher, 3 segrar, 0 förluster, 1 sudden deaths-/straffläggningsseger, 0 sudden deaths-/straffläggningsförluster, 27 gjorda mål, 7 insläppta mål, 11 poäng.
- 2010 - VM Division II i Estland - fyra, 5 matcher, 2 segrar, 3 förluster, 0 sudden deaths-/straffläggningssegrar, 0 sudden deaths-/straffläggningsförluster, 9 gjorda mål, 39 insläppta mål, 6 poäng.
- 2011 - VM Division II i Australien - tvåa (silver), 4 matcher, 2 segrar, 2 förluster, 0 sudden deaths-/straffläggningssegrar, 0 sudden deaths-/straffläggningsförluster, 14 gjorda mål, 8 insläppta mål, 6 poäng.
- 2012 - VM Division II Grupp A i Island - sexa (sist), 5 matcher, 0 segrar, 5 förluster, 0 sudden deaths-/straffläggningssegrar, 0 sudden deaths-/straffläggningsförluster, 5 gjorda mål, 59 insläppta mål, 0 poäng.
- 2013 - VM Division II Grupp B i Turkiet - tvåa (silver), 5 matcher, 4 segrar, 1 förlust, 0 sudden deaths-/straffläggningssegrar, 0 sudden deaths-/straffläggningsförluster, 24 gjorda mål, 16 insläppta mål, 12 poäng.
- 2014 - VM Division II Grupp B i Spanien - trea (brons), 5 matcher, 2 segrar, 2 förluster, 1 sudden deaths-/straffläggningsseger, 0 sudden deaths-/straffläggningsförluster, 15 gjorda mål, 18 insläppta mål, 8 poäng.
- 2015 - VM Division II Grupp B i Sydafrika - tvåa (silver), 5 matcher, 3 segrar, 1 förluster, 0 sudden deaths-/straffläggningssegrar, 0 sudden deaths-/straffläggningsförluster, 21 gjorda mål, 17 insläppta mål, 9 poäng.
- 2016 - VM Division II Grupp B i Mexiko - fyra, 5 matcher, 2 segrar, 3 förluster, 0 sudden deaths-/straffläggningssegrar, 0 sudden deaths-/straffläggningsförluster, 27 gjorda mål, 19 insläppta mål, 6 poäng.
- 2017 - VM Division II Grupp B i Nya Zeeland (hemmaplan) - 5 matcher, 4 segrar, 1 förlust, 0 sudden deaths-/straffläggningssegrar, 0 sudden deaths-/straffläggningsförluster, 23 gjorda mål, 11 insläppta mål, 12 poäng.

## VM-statistik

### 1987-2006
| VM-Turneringar    | Matcher | Segrar | Oavgjorda | Förluster | Gjorda mål | Insläppta mål | Poäng |
| ----------------- | ------- | ------ | --------- | --------- | ---------- | ------------- | ----- |
| A-VM              | 0       | 0      | 0         | 0         | 0          | 0             | 0     |
| B-VM/Division I   | 0       | 0      | 0         | 0         | 0          | 0             | 0     |
| C-VM/Division II  | 25      | 2      | 0         | 23        | 59         | 237           | 4     |
| D-VM/Division III | 25      | 7      | 0         | 18        | 90         | 344           | 14    |
| E-VM              | 4       | 2      | 1         | 1         | 23         | 20            | 5     |

### 2007-
| VM-Turneringar | Matcher | Segrar | Förluster | Sudden deaths-/Straffläggningssegrar | Sudden deaths-/Straffläggningsförluster | Gjorda mål | Insläppta mål | Poäng |
| -------------- | ------- | ------ | --------- | ------------------------------------ | --------------------------------------- | ---------- | ------------- | ----- |
| VM             | 0       | 0      | 0         | 0                                    | 0                                       | 0          | 0             | 0     |
| Division I     | 0       | 0      | 0         | 0                                    | 0                                       | 0          | 0             | 0     |
| Division II    | 44      | 19     | 24        | 1                                    | 0                                       | 145        | 205           | 59    |
| Division III   | 8       | 7      | 0         | 1                                    | 0                                       | 56         | 13            | 23    |

- ändrat poängsystem efter VM 2006, där seger ger 3 poäng istället för 2 och att matcherna får avgöras genom sudden death (övertid) och straffläggning vid oavgjort resultat i full tid. Vinnaren får där 2 poäng, förloraren 1 poäng.